# James Sauls

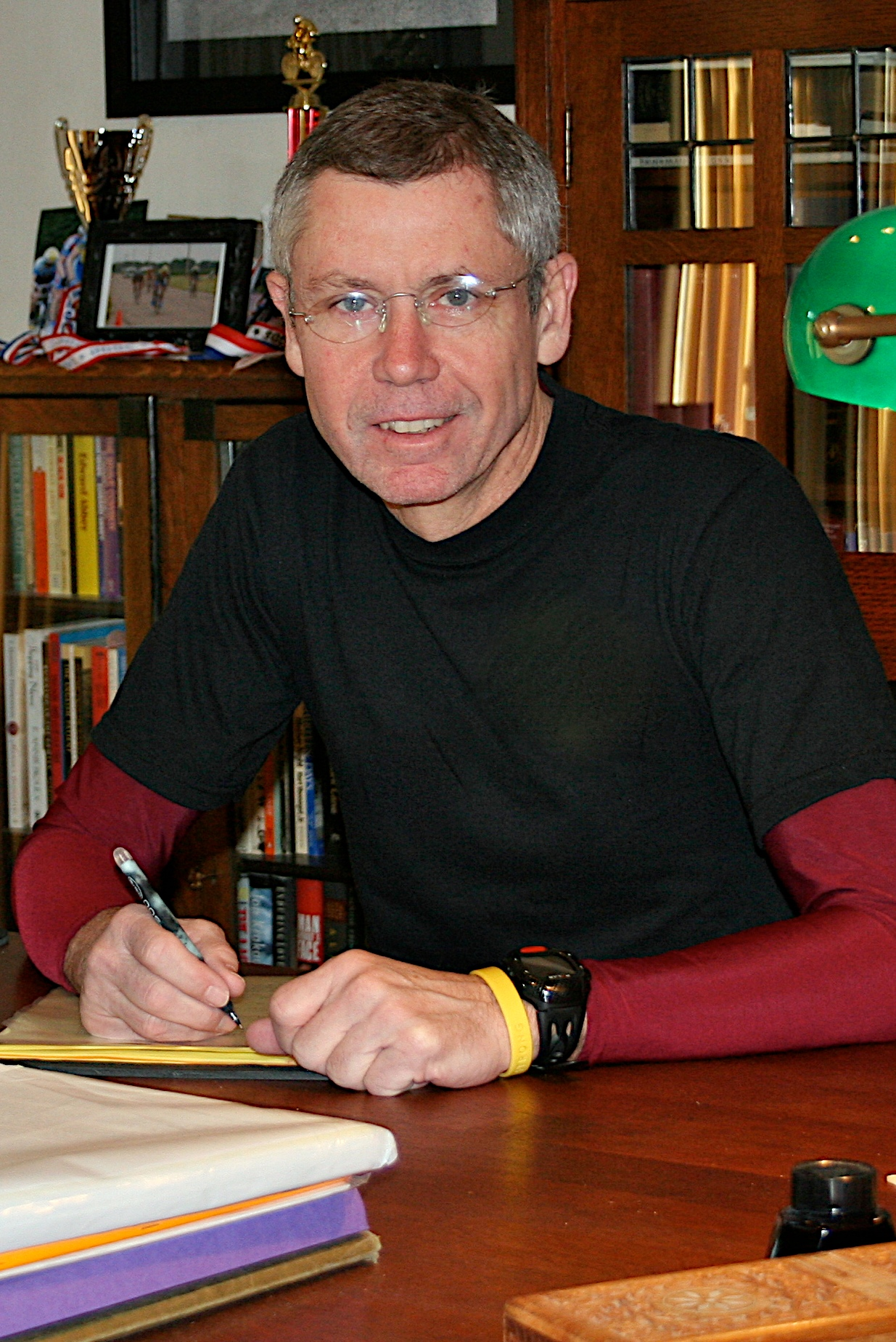
James Sauls

James Avery Sauls ist ein US-amerikanischer theoretischer Physiker.
Sauls erhielt seinen Bachelor-Abschluss als Physikingenieur 1975 von der Colorado School of Mines in Golden und wurde 1980 an der State University of New York at Stony Brook promoviert. Als Post-Doktorand war er an der Princeton University, 1983/84 an der Nordita in Kopenhagen und an der Aalto-Universität in Helsinki und war ab 1983 Assistant Professor in Princeton. 1987 wurde er Professor an der Northwestern University.
Er war Gastprofessor an der Universität Grenoble und an der Chalmers-Universität in Göteborg.
In Stony Brook befasste er sich mit extremer Materie in Neutronensternen, später mit Festkörperphysik (Supraleitung, Supraflüssigkeiten wie Helium 3).
2017 erhielt er mit seinem Experimentalphysik-Kollegen William Halperin von der Northwestern University (mit dem er viel zusammenarbeitet) und Jeevak Parpia von der Cornell University den Fritz London Memorial Prize für die Untersuchung von Unordnung bei supraflüssigem Helium 3 und die dadurch ermöglichten Einblicke in dessen komplexes Symmetriebruchverhalten.
Er ist Fellow der American Physical Society (1998). 1994 erhielt er einen Max-Planck-Forschungspreis und 2012 den John Bardeen Prize.

## Schriften (Auswahl)
- M. A. Alpar, S. A. Langer, J. A. Sauls: Rapid postglitch spin-up of the superfluid core in pulsars, Astroph. J., Band 282, 1984, S. 533–541
- A. Millis, D. Rainer, J.A. Sauls: Quasiclassical theory of superconductivity near magnetically active interfaces, Physical Review B, Band 38, 1988, S. 4504
- T. Tokuyasu, J. A. Sauls, D. Rainer: Proximity effect of a ferromagnetic insulator in contact with a superconductor, Physical Review B, Band 38, 1988, S. 8823
- mit M. A. Alpar: On the dynamical coupling between the superfluid interior and the crust of a neutron star, Astroph. J., Band 327, 1988, S. 723–725
- D.W. Hess, T.A. Tokuyasu, J.A. Sauls: Broken symmetry in an unconventional superconductor: a model for the double transition in UPt3, Journal of Physics: Condensed Matter, Band 1, 1989, S. 8135
- Superfluidity in Neutron Stars, in: Timing Neutron Stars, Springer 1989
- S. Adenwalla, S.W. Lin, Q.Z. Ran, Z. Zhao, J.B. Ketterson, J.A. Sauls, L. Taillefer: Phase diagram of UPt 3 from ultrasonic velocity measurements, Phys. Rev. Lett., Band 65, 1990, S. 2298
- S. K. Yip, J. A. Sauls: Nonlinear Meissner effect in CuO superconductors, Phys. Rev. Lett., Band 69, 1992, S. 2264
- M. Fogelström, D. Rainer, J. A. Sauls: Tunneling into current-carrying surface states of high-T c superconductors, Phys. Rev. Lett., Band 79, 1997, S. 281
- The order parameter for the superconducting phases of UPt3, Advances in Physics, Band 43, 1994, S. 113–141
- D. Xu, S. K. Yip, J. A. Sauls: Nonlinear Meissner effect in unconventional superconductors, Physical Review B, Band 51, 1995, S. 16233
- M. J. Graf, S. K. Yip, J. A. Sauls, D. Rainer: Electronic thermal conductivity and the Wiedemann-Franz law for unconventional superconductors, Physical Review B, Band  53, 1996, S. 15147
- E. V. Thuneberg, S. K. Yip, M. Fogelström, J. A. Sauls: Models for Superfluid H 3 e in Aerogel, Phys. Rev. Lett., Band 80, 1998, S.  2861
- J.I.A. Li, C.A. Collett, W.J. Gannon, W.P. Halperin, J.A. Sauls: New chiral phases of superfluid 3He stabilized by anisotropic silica aerogel, J. Pollanen, Nature Physics, Band 8, 2012, S. 317–320
- J.P. Davis, J. Pollanen, H. Choi, J.A. Sauls, W.P. Halperin: Discovery of a New Excited Pair State in Superfluid 3He, Nature Physics, Band 4, 2008, S. 571–575
- Y.Lee, T. Haard, W. P. Halperin, J.A. Sauls: Discovery of the Acoustic Faraday Effect in Superfluid 3He-B, Nature, Band 400, 1999, S. 431
- Halperin, Sauls: Helium 3 in Aerogel, Arxiv 2004
- J. A. Sauls: Surface states, Edge Currents, and the Angular Momentum of Chiral p-wave Superfluids, Phys. Rev. B, Band 84, 2011, S. 214509, Arxiv
- J. A. Sauls: Chiral Phases of Superfluid 3 He in an Anisotropic Medium,  Phys. Rev. B, Band 88, 2013, S. 214503, Arxiv
- Sauls: Half-Quantum Vortices in Superfluid Helium, Physics, Band 9, 2016, S. 148
- O. Shevtsov, J. A. Sauls: Electron Bubbles & Weyl Fermions in Superfluid 3 He-A, Phys. Rev. B, Band 94, 2016, S. 064511, Arxiv
- J. A. Sauls, T. Mizushima: On the Nambu’s Fermion-Boson Relations for Superfluid He3, Phys. Rev. B, Band 95, 2017, S.  094515, Arxiv